# Пюираво (Приморская Шаранта)
Пюираво́ (фр. Puyravault) — коммуна во Франции, находится в регионе Пуату — Шаранта. Департамент коммуны — Приморская Шаранта. Входит в состав кантона Сюржер. Округ коммуны — Рошфор.
Код INSEE коммуны — 17293.

## Население
Население коммуны на 2010 год составляло 617 человек.
| 1962 | 1968 | 1975 | 1982 | 1990 | 1999 | 2010 |
| ---- | ---- | ---- | ---- | ---- | ---- | ---- |
| 472  | 433  | 381  | 414  | 406  | 467  | 617  |